# Regiune H II

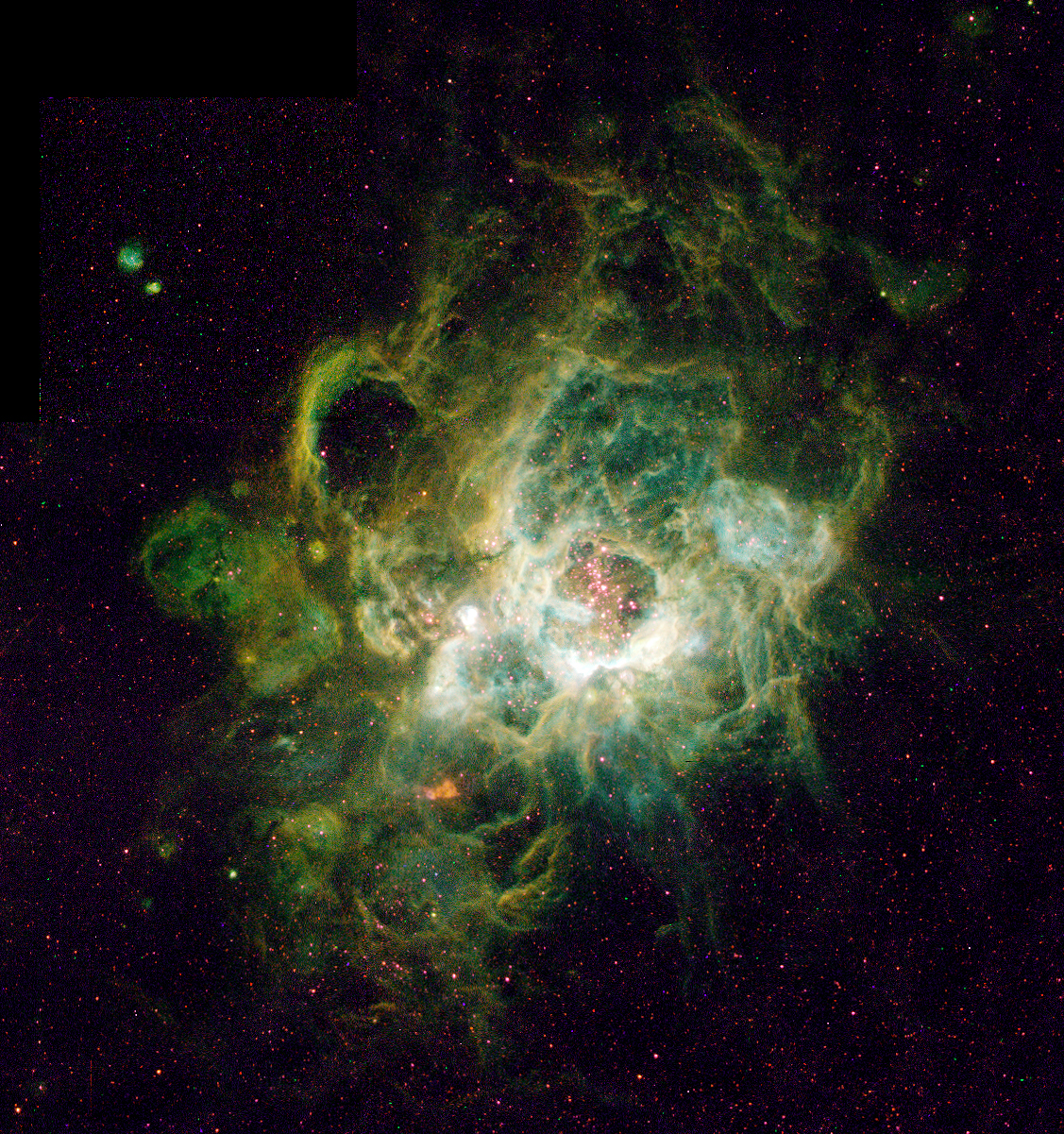
NGC 604, o regiune H II gigantă în Galaxia Triangulum.

O regiune H II (a se citi « H 2 ») este un nor de gaz și plasmă strălucitoare, uneori cu diametrul de câțiva ani-lumină, în care are loc formarea de stele. Stelele tinere, fierbinți, albastre care s-au format din gaz emit o cantitate mare de radiație ultravioletă, ionizând nebuloasa ce le înconjoară.
Din regiunile H II se pot naște câteva mii de stele de-a lungul a câtorva milioane de ani. În final, explozii supernova și vânturi stelare de la cele mai mari stele din grupul de stele rezultat vor dispersa gazul regiunii H II, lăsând în urmă un grup precum Pleiadele.
Regiunile H II sunt denumite așa datorită cantității mari de hidrogen atomic ionizat conținute. Aceste regiuni pot fi observate la distanțe considerabile în Univers, iar studiul regiunilor extragalactice este important pentru determinarea distanței și compoziției chimice a altor galaxii.

## Regiuni HII notabile
În galaxia noastră, cele mai bine cunoscute regiuni H II sunt nebuloasa Orion în emisfera nordică și nebuloasa Eta Carinae în emisfera sudică. Nebuloasa Orion, aflată la aproximativ 1 500 ani-lumină de Terra, face parte dintr-un nor molecular gigant care, dacă ar fi vizibil, ar umple o mare parte din constelația Orion. Nebuloasa Cap de Cal și bucla lui Barnard sunt alte două părți iluminate ale acestui nor gazos.
Norul lui Magellan, o galaxie satelit a Căii Lactee, conține o regiune H II denumiă nebuloasa Tarantula. Aceasta este mai mare decât nebuloasa Orion și formează mii de stele, unele cu masa de peste 100 de ori mai mare decât a Soarelui. Dacă nebuloasa Tarantula ar fi la fel de aproape precum nebuloasa Orion, ar străluci noaptea la fel ca luna plină. Supernova SN 1987A a apărut în nebuloasa Tarantula.
NGC 604 este și mai mare decât nebuloasa Tarantula, cu un diametru de aproximativ 1 300 ani-lumină, deși conține mai puține stele. Este una din cele mai mari regiuni H II din Grupul Local.